# 京奉铁路
北京-奉天铁路（英語：PMR, Peking-Mukden Railway），曾在1928年和1929年先后更名为北平-奉天铁路和北平-辽宁铁路。线路全长840公里，从北京到奉天府（今沈阳市），是连接华北地区和东北地区的交通要道。这条铁路起源于1881年建成通车的唐胥铁路，在不断延长后连接天津市、北京市和秦皇岛市，还向山海关外延长到葫芦岛市和锦州市，最终到达沈阳市，前后历时31年。
虽然在此之前，展览铁路在1865年建成通车，吳淞鐵路在1872年开通运营，但是京奉铁路才是中国第一条干线铁路，也是第一条管理权由中国人掌握的铁路，在中国铁路史甚至交通史上都有着重大意义。

## 发展简表
在建设过程中，该铁路的名称曾多次变化，以下是其发展的简表。
| 时期       | 事件                                                       |
| ---------- | ---------------------------------------------------------- |
| 1880年     | 唐胥铁路计划首次提出                                       |
| 1881年5月  | 唐胥铁路开工                                               |
| 1881年11月 | 唐胥铁路完工                                               |
| 1887年2月  | 海军衙门提出大沽口-山海关铁路计划                          |
| 1887年4月  | 唐胥铁路西延至芦台镇 并更名唐芦铁路                        |
| 1888年8月  | 唐芦铁路西延至大沽口 并更名唐津铁路                        |
| 1888年     | 津通铁路计划提出                                           |
| 1889年     | 津通铁路计划被搁置                                         |
| 1890年     | 唐津铁路东延至古冶 并更名冶津铁路                          |
| 1891年     | 关东铁路计划获批                                           |
| 1894年     | 冶津铁路东延至山海关 并更名津榆铁路/北洋铁路               |
| 1894年     | 津榆铁路延长至绥中                                         |
| 1895年     | 津芦铁路动工                                               |
| 1897年     | 津芦铁路建成至丰台                                         |
| 1897年8月  | 津芦铁路与津榆铁路合并为关内外铁路                         |
| 1900年6月  | 关东铁路修建到大虎山镇和营口                               |
| 1901年     | 关内外铁路从丰台延长至正阳门东站                           |
| 1904年     | 关东铁路延长至新民                                         |
| 1907年4月  | 中国政府赎回新奉铁路 并改造为标准轨距                      |
| 1907年     | 线路更名为京奉铁路                                         |
| 1932年1月  | 京奉铁路关外段被满铁控制 并更名为奉山线 关内段更名为京山线 |

## 关内段

### 前身——唐胥铁路
唐山-胥各庄铁路又名开平煤矿铁路（英語：Kaiping Colliery Tramway），是一条连接开平煤矿和胥各庄的轻便铁路，全长近9公里。该铁路1881年5月开始动工，11月通车。作为中国第一条承担运输功能的、由中国人修建的铁路，唐胥铁路被公认为是中国铁路史的起点。随着开平煤矿产量逐渐增加，为连接蓟运河，从1886年起，唐胥铁路开始向芦台镇修建，并于1887年投入运营；延长线通车后，唐胥铁路改名为唐芦铁路。

#### 转为干线铁路

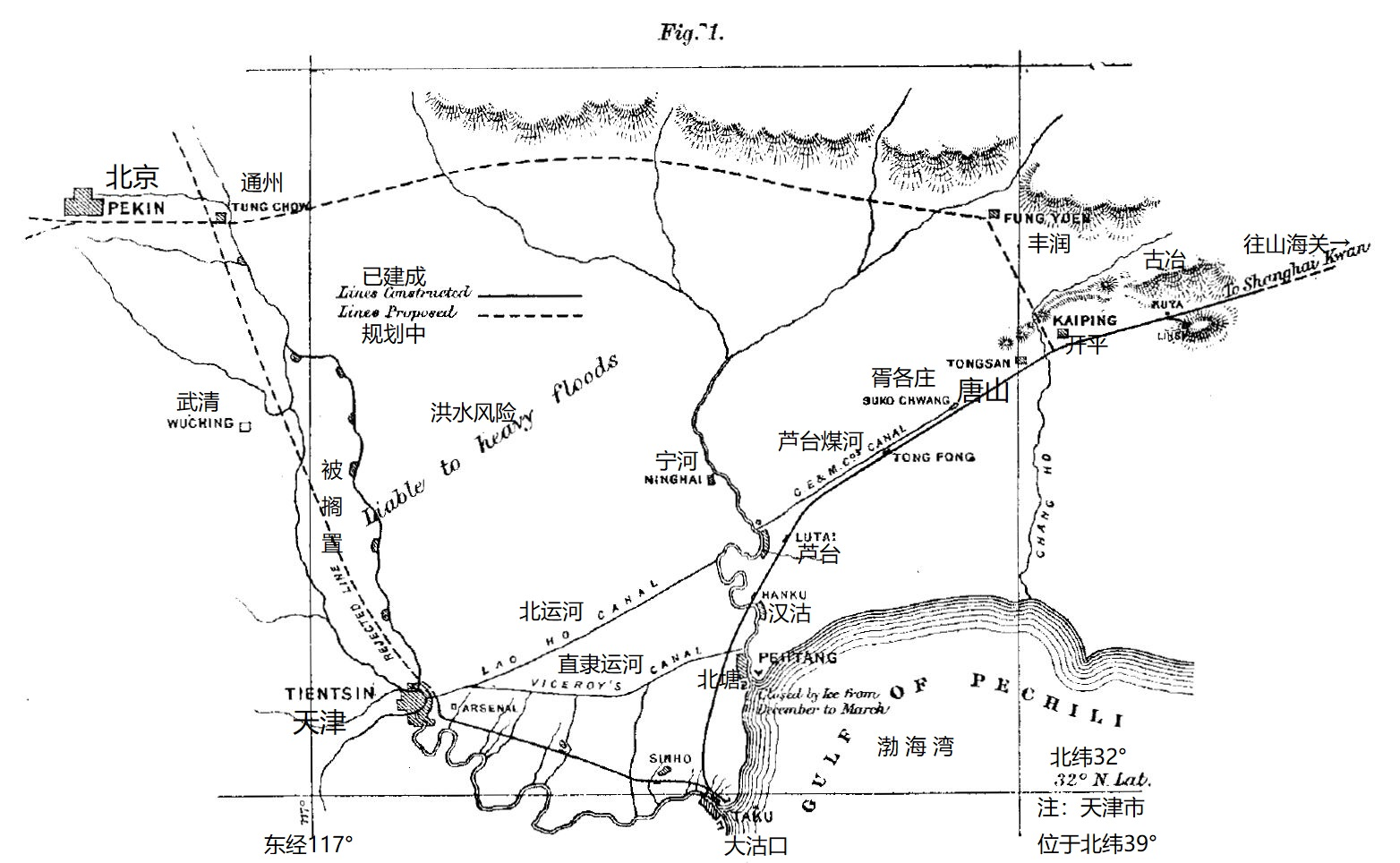
金达提供的铁路计划，截止至1891年。图中可以看见已经完工的芦台煤河与古冶-大沽口-天津铁路线。

1887年3月5日，海军衙门上书朝廷，请求将铁路向西延长至大沽口、向东延长至山海关，以提高军事调动的效率。由于商界不相信公司官督商办的体制，该公司一时难以集资，直到得到外资贷款后，延长线才得以修建。
1888年3月，铁路由芦台修至大沽口，又于8月修建至天津，是为唐津铁路。10月9日，唐津铁路在天津举行通车典礼，直隶按察使周馥主持，李鸿章亲自前来查验，并表示“自天津至唐山，铁路一律平稳坚实，桥梁、车站均属合法”，还表示“（铁路）计程二百六十里，只走一个半时辰，快利为轮船所不及”。至此，铁路已延长到130公里。唐津铁路总建设费用共为白银150万两，每公里约1.24万两。
| 项目 | 详细                                                                                          |
| ---- | --------------------------------------------------------------------------------------------- |
| 钢轨 | 唐山-胥各庄：45磅每碼（22每） 胥各庄-塘沽：60—70磅每碼（30—35每） 塘沽-天津：70磅每碼（35每） |
| 枕木 | 日本产硬木                                                                                    |
| 石碴 | 唐山产石灰石                                                                                  |
| 桥梁 | 6米以上跨度的桥梁48座 较大桥梁的钢梁均为英、美制造                                            |

由于开平矿务局新建的林西矿产煤在即，1889年，唐津铁路向东朝古冶方向延伸，在1890年竣工通车；随后，线路改名为冶津铁路，里程达到155公里。1892年，铁路修建至滦州，并于1894年通抵临榆（今山海关）。至此，线路易名津榆铁路，亦称北洋铁路（英語：Imperial North China Railway），里程达到283公里。以上的区间由清朝政府在1891年成立的北洋官铁路局动用清廷库银而修筑。
在修建这一段铁路的过程中，詹天佑在1888年加入中国铁路公司，并在金达手下工作12年。金达在工程中非常赏识詹的才华，并将詹从见习工程师迅速提拔为区段工程师。在1892-1902年间，詹天佑一直主持着全线的技术工作:27。

### 前身——津芦铁路
天津-卢沟桥铁路全长150公里，修建于1895年12月-1897年6月。

#### 继续延长

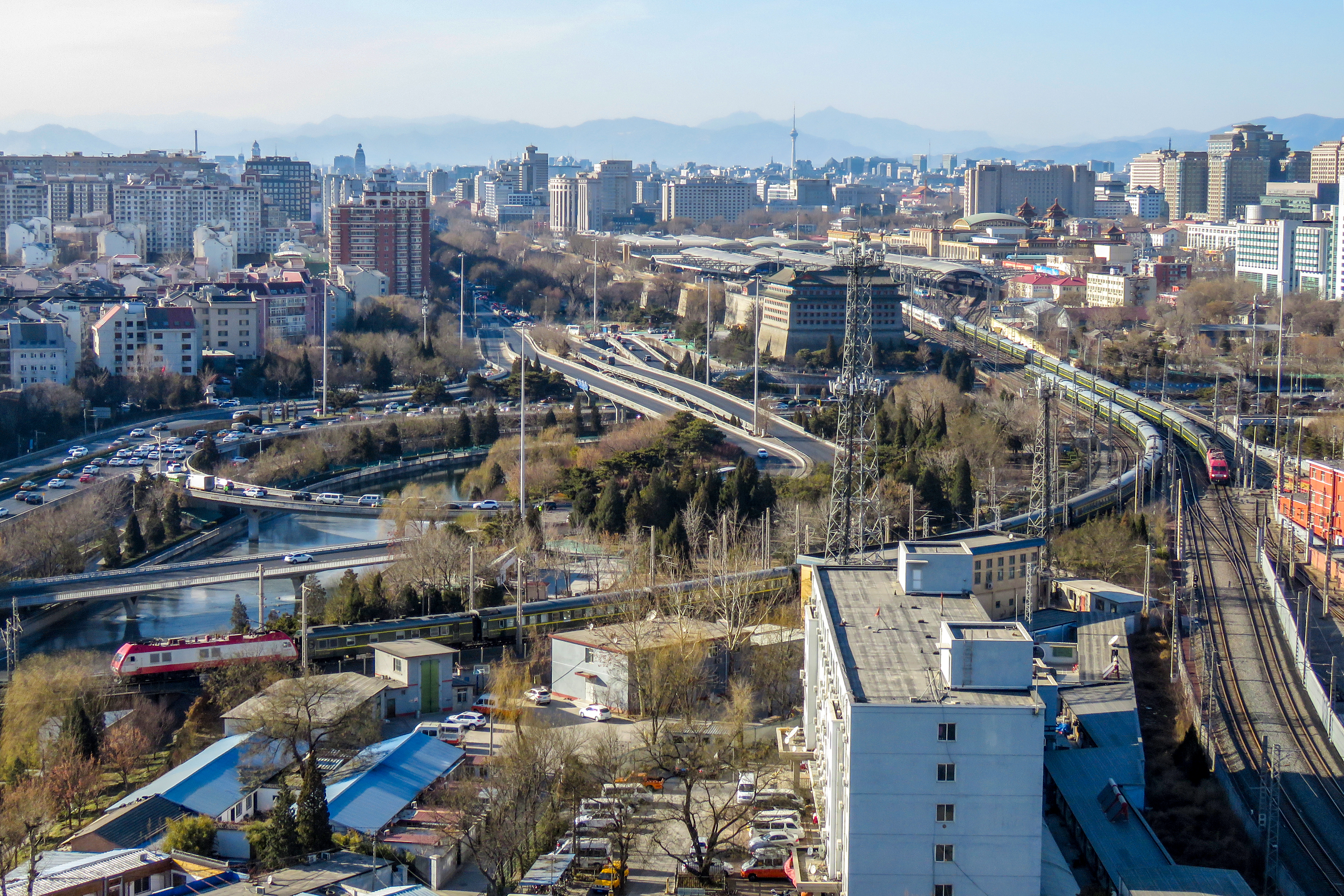
京奉铁路北京段（现属京沪铁路）先于东便门折向西，丰台后再折向东

1900年12月，八國聯軍控制北京时，为使铁路靠近东交民巷使馆区，驻京英军修建从马家堡到永定门的轻便铁路，后在1901年进行正式的改造，将铁路从被毁的马家堡站延长到正阳门的东侧，途中沿着与德军占领区的分界线，依次经过永定门和东便门；新建的这段路线和南苑西侧的弯道一同形成一段“之”字形弯道，并一直使用至今。

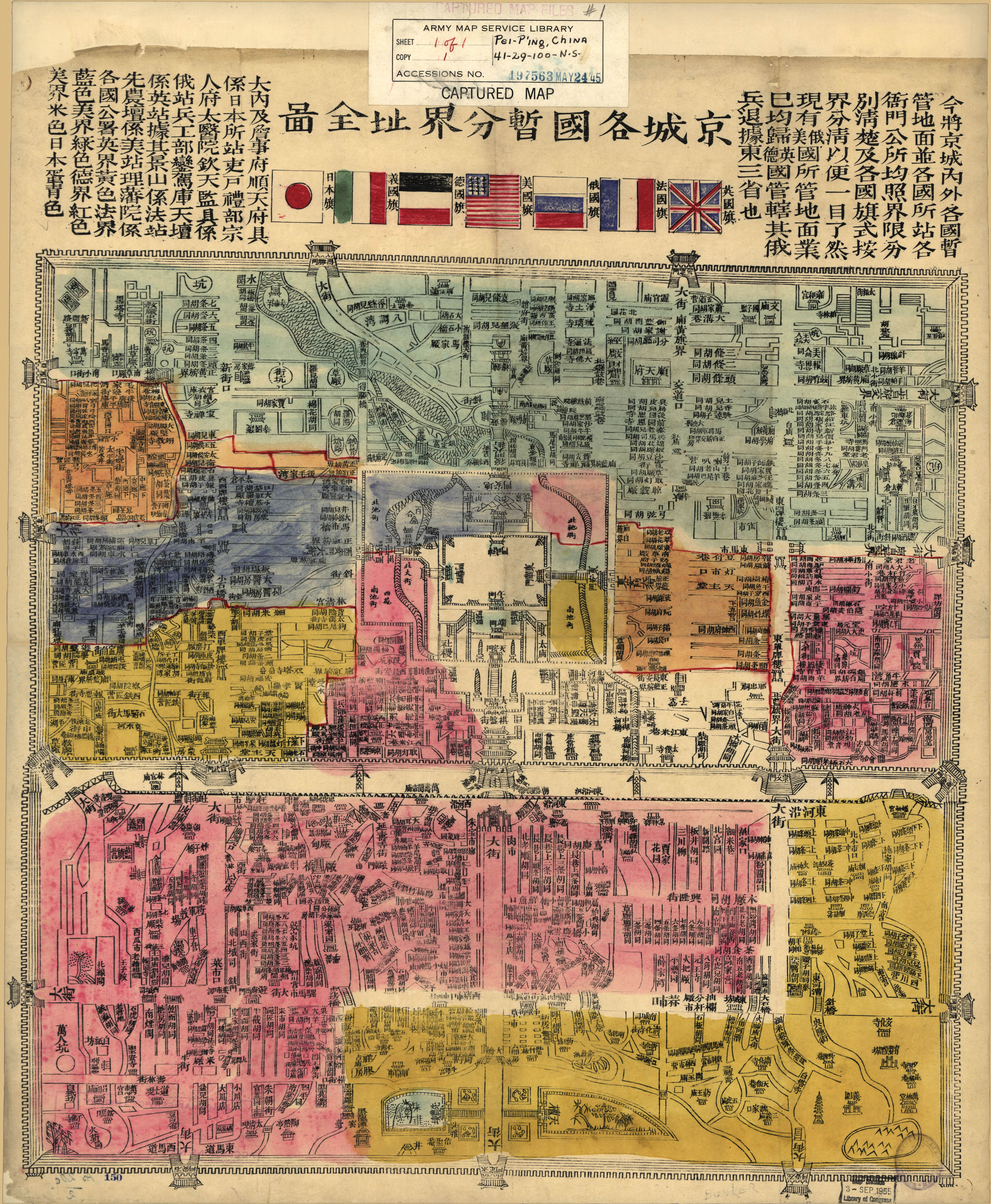
北京被八国联军控制后，被划分为多个部分，其中英军控制的部分为黄色（地图右下角），德军控制的部分为红色。
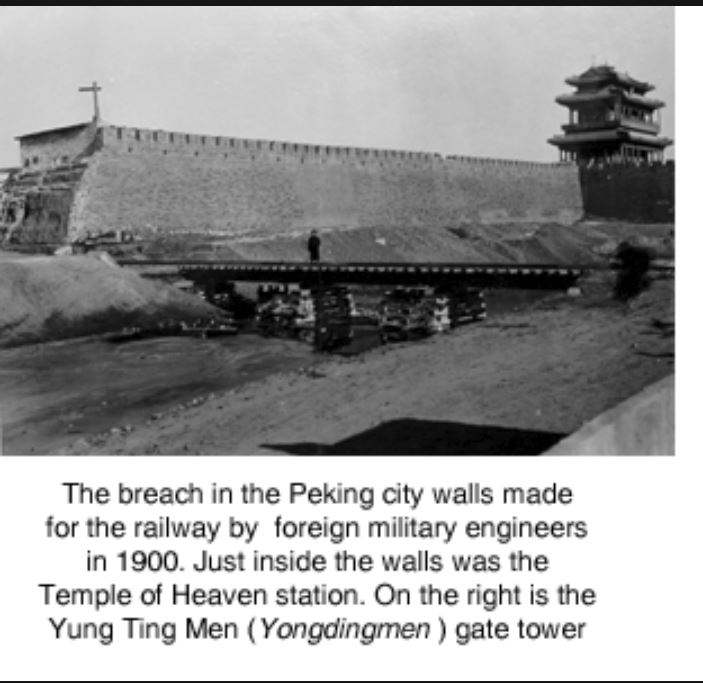
永定门水塔和被拆除的城墙
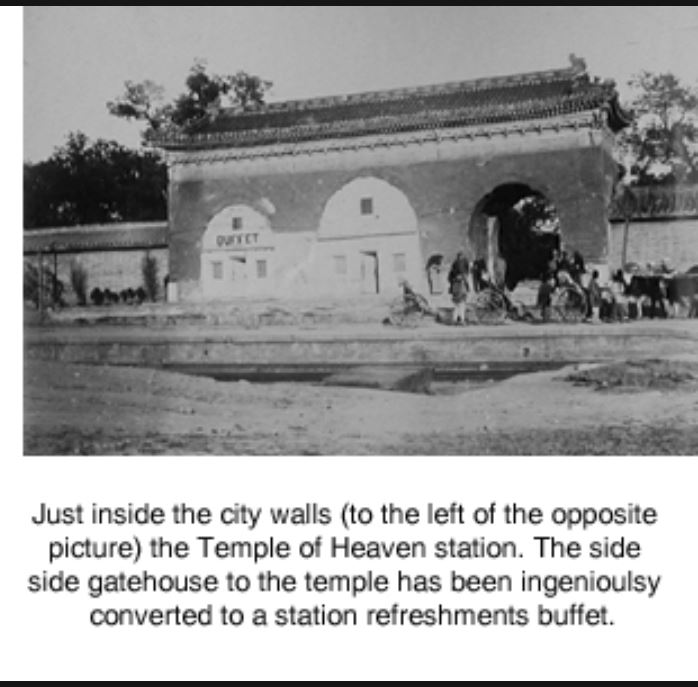
天坛车站
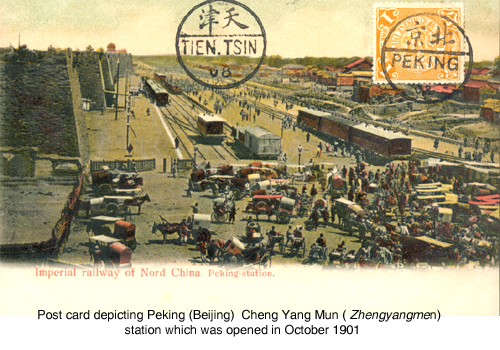
刚刚建成的正阳门车站，1901年

## 关外段

### 计划
1890年初，清廷總理各國事務衙門就日本对朝鲜半岛扩张的欲望，奏请朝廷在东北地区修建铁路；4月，驻俄国公使洪钧报告俄罗斯帝国的西伯利亞鐵路计划。为消除潜在的威胁，清廷下令暂停卢汉铁路的建设，转而要求李鸿章“妥筹”营口-吉林-珲春的关东铁路。李随即派金达和喀克斯前往东北勘察地形。11月，在现场勘察完后，李鸿章向海军衙门表示，该区域人烟稀少，施工难度大，而且容易引起俄国的猜疑，建议建设由古冶向东展延至盛京、吉林的铁路。1891年初，意见获海军衙门同意。同时，第二次勘路人员在返回天津后，确定新路的走向为出山海关，经锦州、新民至沈阳，再到吉林。同年三月，李鸿章将关东铁路施工办法上报清廷；除申明变更线路外，还要求将原订每年拨给芦汉铁路的建路专款——白银200万两——用作关东铁路的建设资金。同年3月13日，建议得到清廷同意。随后，北洋官铁路局在山海关成立。这是中国官办铁路的开始。

### 建造
由于中国在甲午战争中战败，至1894年，铁路只延展到辽宁中后所（今绥中），共新建线路193公里，其中山海关以东的部分长65公里；至此，铁路自天津起的里程达到348公里。在此过程中，横跨滦河的滦河大桥在1894年2月建成。天津-古冶区间由于是中国铁路公司修建，被称为“商路”，而古冶-山海关区间因为是官办，所以被称为“官路”。
甲午战争后，清朝意识到铁路的重要性，开始大力支持铁路的发展；关东铁路也在1899年修至锦县，里程增加118.7公里；1900年6月，铁路修建到大虎山镇和营口，里程再次增加106.4公里，后因八国联军入侵北京而再次中断。至此，铁路从卢沟桥到大虎山的里程达到684公里。
1902年4月，清廷与俄国签订《交收东三省条约》，俄国同意分三批撤离东三省，并将山海关-营口-新民厅铁路交还中国，清廷则允诺将与俄方商议东三省南部的铁路建设。俄军从辽河以西撤军后，便拒绝执行剩下的撤军计划，而且以《续订旅大租地条约》的条款反对辽河架桥计划，于是关外段只能延长89公里到新民厅；至1904年，关内外铁路的里程达到773公里。

### 新奉铁路问题
俄军拒绝撤军引发日本的不满，继而引发日俄战争。清廷无力干预，只能被迫将辽河以东划为“交战区”并“宣布中立”。战争期间，日军不仅在交战区外的新民（位于辽河以西）设立新民府军务署并驻军，还修建新民-皇姑屯的铁路（新奉铁路）。虽然中方一再抗议，但仍无济于事。在此期间，日军在新民-皇姑屯间修建铁路并多次改造：
| 时间          | 区间            | 说明 |
| ------------- | --------------- | --- |
| 1904年5月     | 新民-高力屯     | 日方开始新建此区间。 此路在非交战区，日方士兵需变装以偷偷进行。 此路通车后，日军物资可以从营口上岸，利用辽河运至新民。 |
| 1905年3月-4月 | 奉天-高力屯     | 日方新建此区间。 动力方式为人力台车。 轨距为600 mm（2.0英尺）。                                                        |
| 1905年6月     | 奉天车站-小西门 | 新建此区间 |
| 1905年12月    | 新民-奉天       | 此区间轨距改为1,067 mm（3.501英尺），并改用蒸汽機車运行。 渡河通道改为巨流河站旁边的桥梁。                             |
| 1906年8月     | 新民-奉天       | 此区间正式以固定班次运行，向公众提供客货运服务。                                                                       |

在1905年时，日方就曾表示将作价出售新奉铁路给中国，却又以撤兵转运为由，将其改造为南满铁路的轨距并继续使用。在战争结束后，新奉铁道的归属悬而未决；直到1907年4月，清政府才以166万日圆，加上吉长铁路必须采用日款的代价，赎回了新奉铁路，并在同年改造为标准轨距:574-575，而辽河大桥的改造工程则在次年完成。

### 入沈阳城问题
日俄战争后，双方签订《朴茨茅斯和约》，東清鐵路长春-旅顺路段改名为南满铁路并由日本控制；京奉铁路如果要进入奉天城，则必须经过南满铁路附近。经数年谈判，1909年9月4日，中日两国签署《东三省交涉五案条款》，清廷向日本让渡南满铁路大石桥-营口支线的所有权，以换取日方同意京奉铁路下穿南满铁路的计划。1911年9月2日，中日两国政府达成《关于京奉铁路延长协约》，日方同意将南满铁路抬高架桥，以使京奉铁路延长至奉天城根并下穿南满铁路，中方则需由奉天铁路总局补偿滿鐵2.4万日元，并自行修建皇姑屯站-奉天驿的联络线。1911年12月20日，这段长达3.9公里的延长线完成铺轨。
1924年，奉天总站在小西门附近，以原奉天省立第五小学的校舍设立。1927年，张作霖提出改造奉天新站的计划，并聘请杨廷宝作为设计师，于1930年月19日落成规模远大于南满铁路奉天车站的新站房。

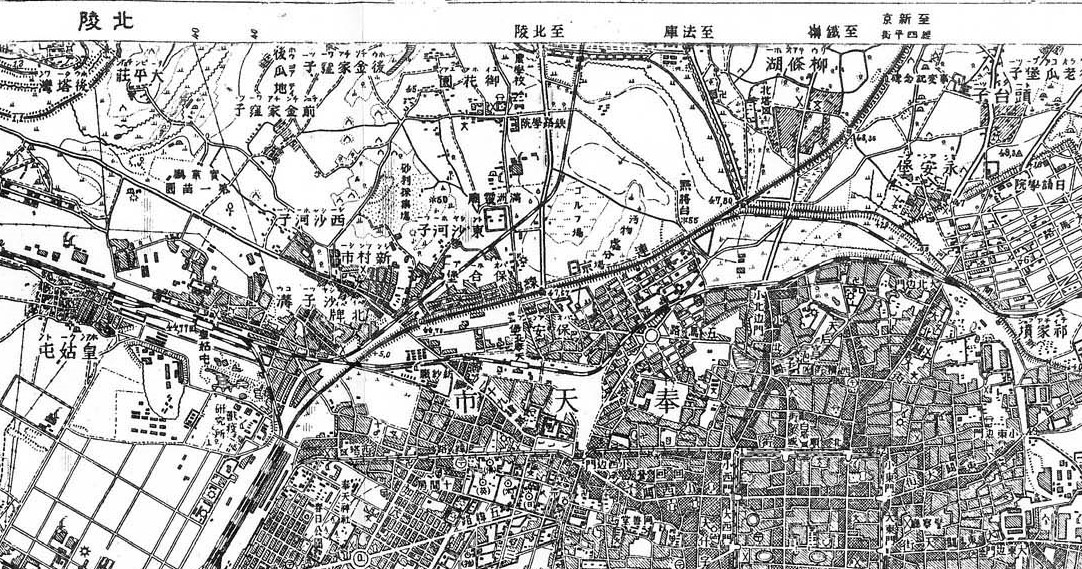
1939年的奉天地图。可见沈阳老北站和连接的奉山铁路和奉吉铁路。南满铁路（连京线）不经过车站并于三洞桥和奉山线立体相交。
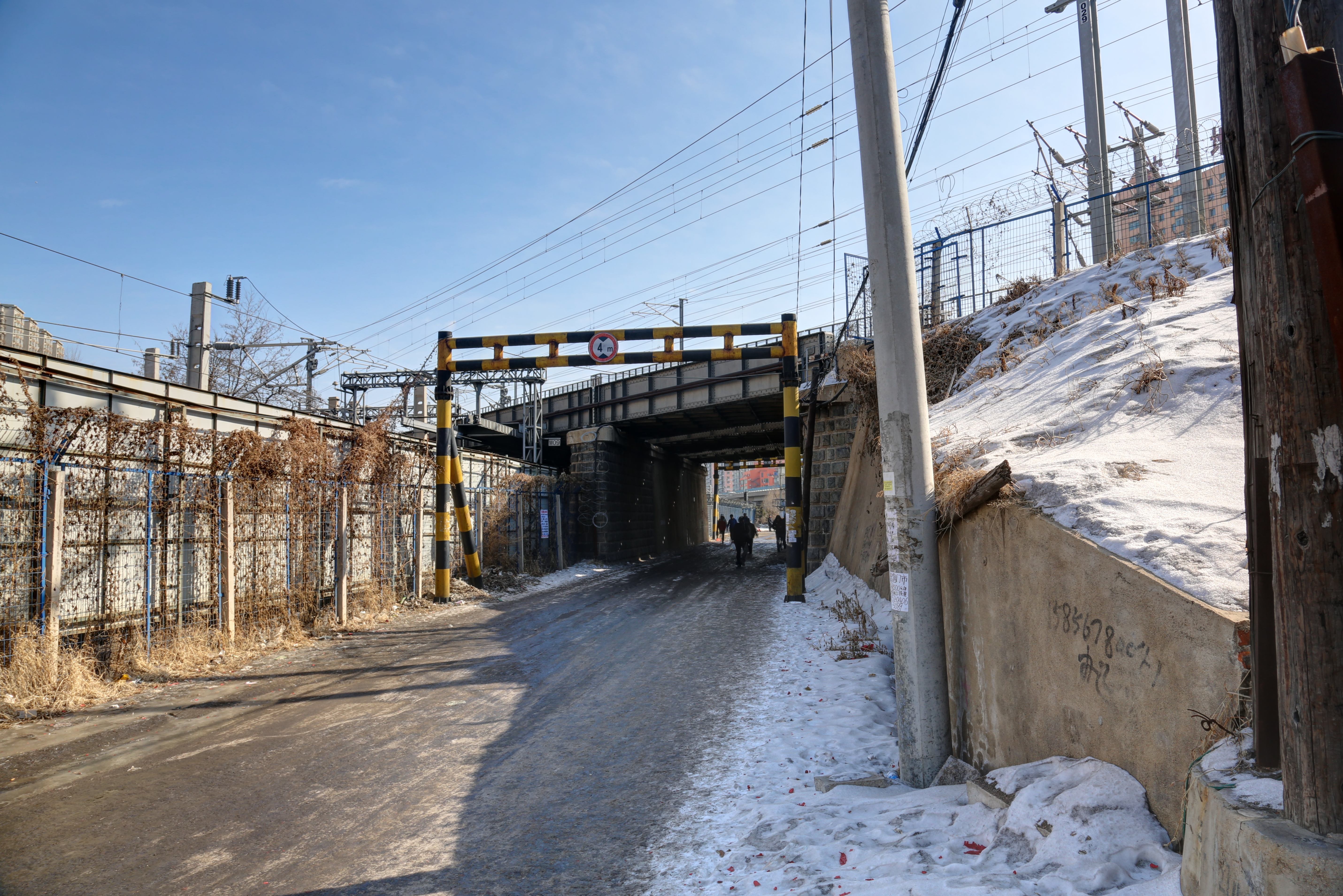
三洞桥。原先前往辽宁总站旧址的线路，现在已改为公路。

## 运营

### 管理
1886年，李鸿章允准组建开平铁路公司，共招股2500股，共计白银25万两，伍廷芳任总经理。公司成立后便出资10万两白银购买唐山机车厂和唐胥铁路的所有权。自此唐胥铁路脱离矿务局管理，开始单独经营。在1887年4月，清廷批准唐芦铁路延长计划后，将开平铁路公司改组为中国铁路公司，任命伍庭芳为经理，金达为总工程师，詹天佑等为工程师，并计划招股银100万两。公司由于“官权重而商利轻”的官督商办体制，在集资过程中受到了冷遇，仅招得商股10.85万两白银，另向天津海防支应局等处借款16万两，仍远不及100万两的预计。为凑集款项，公司只得向英商怡合洋行借款63.7万两，向德商华泰银行借款43.9万两，才使延长线得以修建。这是中国铁路史上第一笔外国借款。在唐山-古冶区间通车后，中国铁路公司的资金告罄。

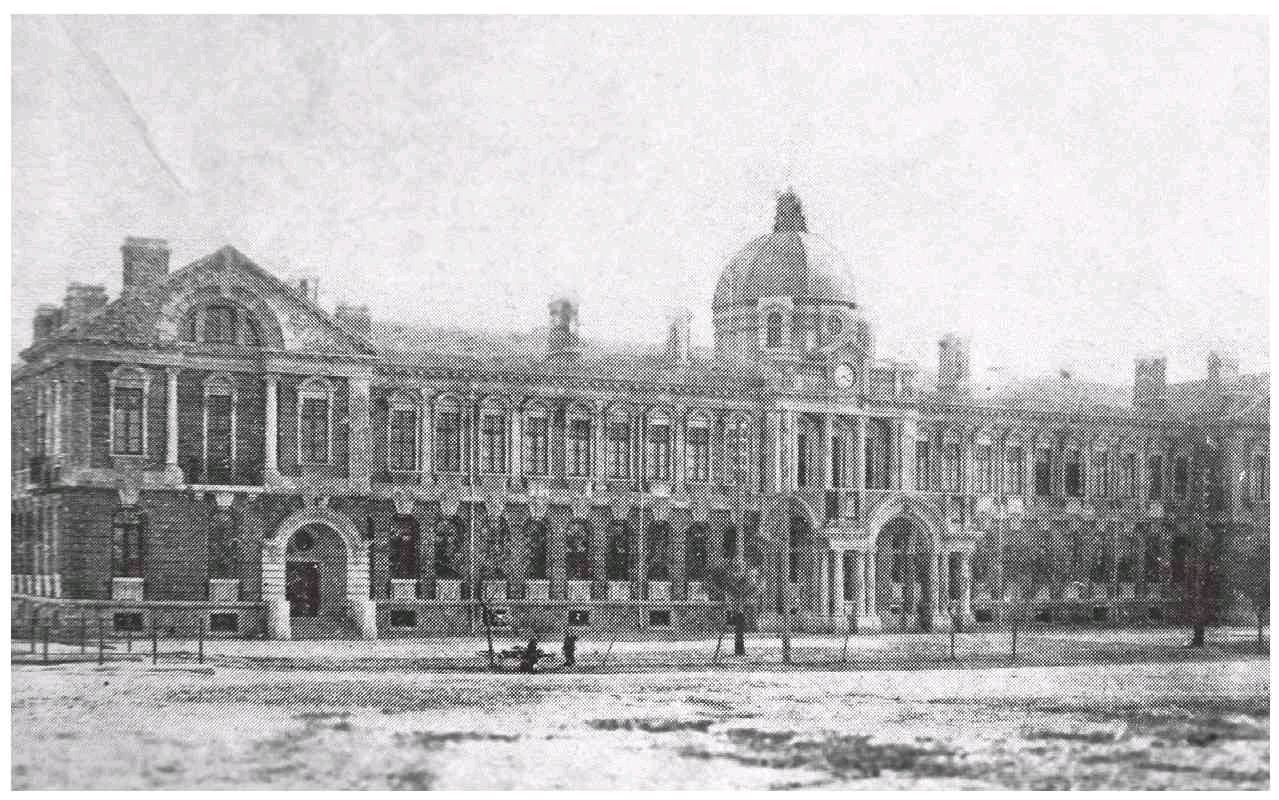
京奉铁路管理局

为继续修建铁路，李鸿章奏请朝廷在山海关成立北洋官铁路局，并以中央财政收入作为经济来源。1891年6月30日，北洋官铁路局在山海关成立，提督周兰亭、直隶候补道李树棠出任官路总办。受到甲午战争的影响，北洋官铁路局被迫撤销。1896年，清廷成立“津榆铁路总局”，并收购天津-古冶铁路、原中国铁路公司和原北洋官铁路局的资产。1897年7月31日，津榆铁路总局与津卢铁路总局合并为“关内外铁路总局”，胡燏棻出任关内外铁路督办大臣，梁如浩任总办。
1898年10月10日，为偿还修建津榆铁路和津芦铁路时的贷款，关内外铁路督办大臣胡燏棻与英国汇丰银行、怡和洋行签订《关内外铁路借款合同》；虽然成功借得230万英镑以解急需，却是以让渡部分权利作为代价的。自此，不仅关内外铁路的管理权需要与外国人分享，而且平日的运营需以英语为主要语言，例如火车站的站牌、管理部门的文件和员工的日常对话，直到1930年铁道部下令“停止使用外文”；另外，本线的营业收入也必须存放在滙豐银行。
1901年2月21日，英军成立铁路管理局（英語：British Railway Administration, BRA）来管理京奉铁路关内段。至此，关内外铁路关外段由俄国侵略军管理，关内段由英国侵略军管理。1902年4月，清廷与英国签订《交还关内外铁路章程》，英国将控制的关内路段交还中国。《辛丑条约》签订后，英俄两国军队在8月将关内外铁路归还中国。
1907年8月，郵傳部正式将线路改名京奉铁路。
北洋政府時期，京奉铁路先后由交通部和铁道部管理。第一次直奉戰爭期间，关外段在1922-1924年间被奉系军阀控制并更名为奉榆路。

### 车票
由于关内的局势动荡，加上华北平原土壤的恶化，自近代以来，不少居民开始向关外迁徙，京奉铁路则是其中一条重要出关的通道。为顺应这个潮流，京奉铁路管理局自铁路全线通车以来，便对向东北移民的乘客降价发售车票。
另外，管理局还对出关的小工发售更加优惠的小工票。1912年春，京奉铁路与津浦铁路商定，联合发售直达关外各站的通票，以方便来自津浦铁路北段沿线的小工出关。1915年冬，为便利小工的返乡，两路又联合售卖由关外各站直达山东济南等处的减价小工通票，并将详细办34法刊登广告。进入1930年代，京奉铁路局将小工票的适用乘客扩大到小工的家庭成员。截止至九·一八事变之前，平均每年乘坐小工票车出关作工的乘客都在10.8万人以上。
虽然管理局对移民和小工有优惠，但是车票的价格仍不及同期的水路便宜。
1932年，东北交通委员会和南满铁路废除了对小工和移民的优惠政策。

### 邮政
在唐胥铁路延长为津榆铁路后，从1895年开始，邮差开始在天津-营口之间乘坐火车传递邮件，这是中国历史上第一次使用铁路进行邮递。1899年，唐山邮政分局（隶属于天津邮政局）开始使用列车开展邮递服务，还增加至天津的邮政列车班次。虽然唐山的铁路邮政因八国联军之役中断一段时间，但是很快就在一年后恢复。在英国控制期间，英方的管理机构开设火车邮局。还推出叠印邮票。1903年，外务部颁布《大清邮政局与铁路公司互议章程》，一些车次开始加挂邮政车厢，“ 火车邮戳”也开始出现在津榆铁路上。至1907年，唐山邮局开通了至周边多个乡镇的邮路，使周边地区成为当时邮政最方便的地区。

### 联合运输
京奉铁路是秦皇岛港非常重要的运输通道。在秦皇岛港开港后的几年时间里，近90%的进出口货物都是通过京奉铁路运送的。受到1922年第一次直奉戰爭影响，京奉铁路在5月25日-6月21期间完全中断，当年的港口出口量和出口总值就下降93万吨和382万海关两。
开滦矿务局为配合煤炭的外运，还长期租借数十量铁路车辆给京奉铁路管理局。

## 战争破坏
义和团运动爆发后，作为“西方事物”的铁路和火车站自然无法幸免。在暴民冲击下，马家堡站和丰台站变成一片废墟。
1900年，八国联军入侵天津、北京等地。俄军抢先占领天津站并控制天津至杨村间的铁路；英军则试图抢夺天津-杨村区间的控制权。1901年1月17日，经磋商后，俄国侵略军撤至关外并带走全线2/5的机车和车辆，以及山海关桥梁厂、唐山修车厂与沿线各段的重要机器和设备；这些设施随后被运往关东州。清军及义和团在抵抗中曾猛烈进攻天津站，并拆除塘沽-北京间的线路，天津至北京间线路破坏尤为严重。1901年9月7日，清廷与参与八国联军之役的各国签订《辛丑条约》，允许各国派兵驻守车站。1902年8月，清廷向俄国和英国收回关内外铁路管理权。在此之前，中英之间订立《关内外铁路交还以后章程》，使英国实际上掌握全线的管理权。
1912年1月初，曹锟、王怀庆带领的清军在雷庄重兵设伏，拆除雷庄车站东边的铁轨，并从石家庄调来援军，企图阻击滦州起义军。1月4日，王金铭和施從雲带领的起义军被毁坏的铁轨拦在雷庄，随后两军激烈交火，清军只能宣布停战；随后，起义军来到了雷庄站议和，却被清军伏击，损失惨重，王、施二人也在次日被杀害。
1922年4月29日，第一次直奉戰爭爆发，随后奉系首领张作霖将唐山至奉天区间命名为奉开铁路，强迫交通部任命唐文高为管理人员，还劫走大批列车；在5月兵败后，他又将关外段改名为奉榆铁路，并将所有站长都换成奉天省人士，还将煤炭来源改为南滿洲鐵道，资金来源则改为奉天官银号。张的一系列行为立刻引发英国方面的抗议和干预，于是直奉双方在6月17日达成停战协议，本线也在3天后恢复客运服务，但是双方都在各个车站安排军警和密探，还要求乘客必须在山海关站中转，而货运服务则一直到7月底才恢复；另一方面，关内和关外段的管理机构一直未统一。
1924年9月，第二次直奉戰爭爆发，由于冯玉祥发动北京政变，直系部队失去战斗力，于是奉系部队控制全线。

1928年6月4日，北洋政府的最后一位领导人张作霖搭乘专列，从北京前往奉天；在行经皇姑屯站附近时，专列遭到日本关东军埋下的炸弹炸毁，张作霖也不治身亡。

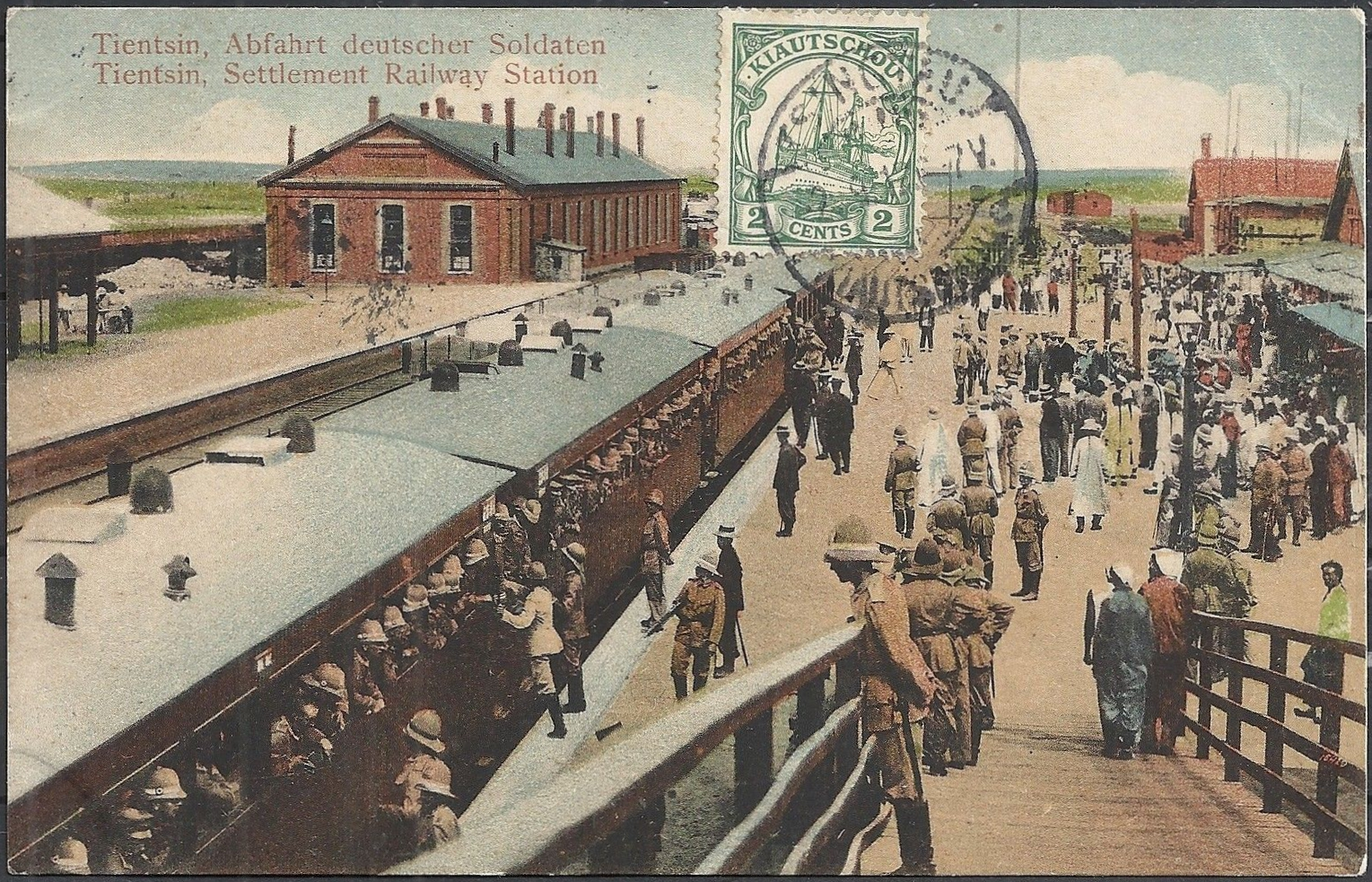
德国军列到达天津站，1900年
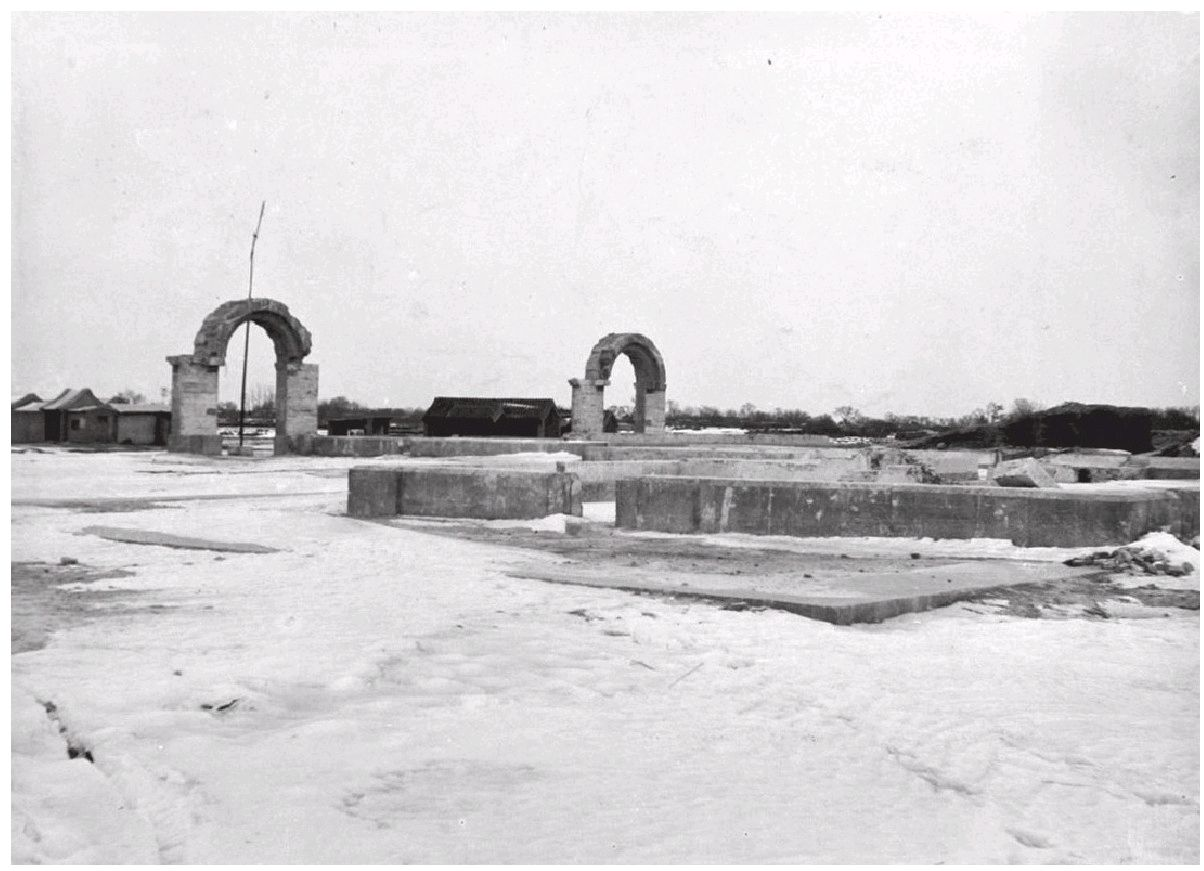
马家堡站的残垣断壁
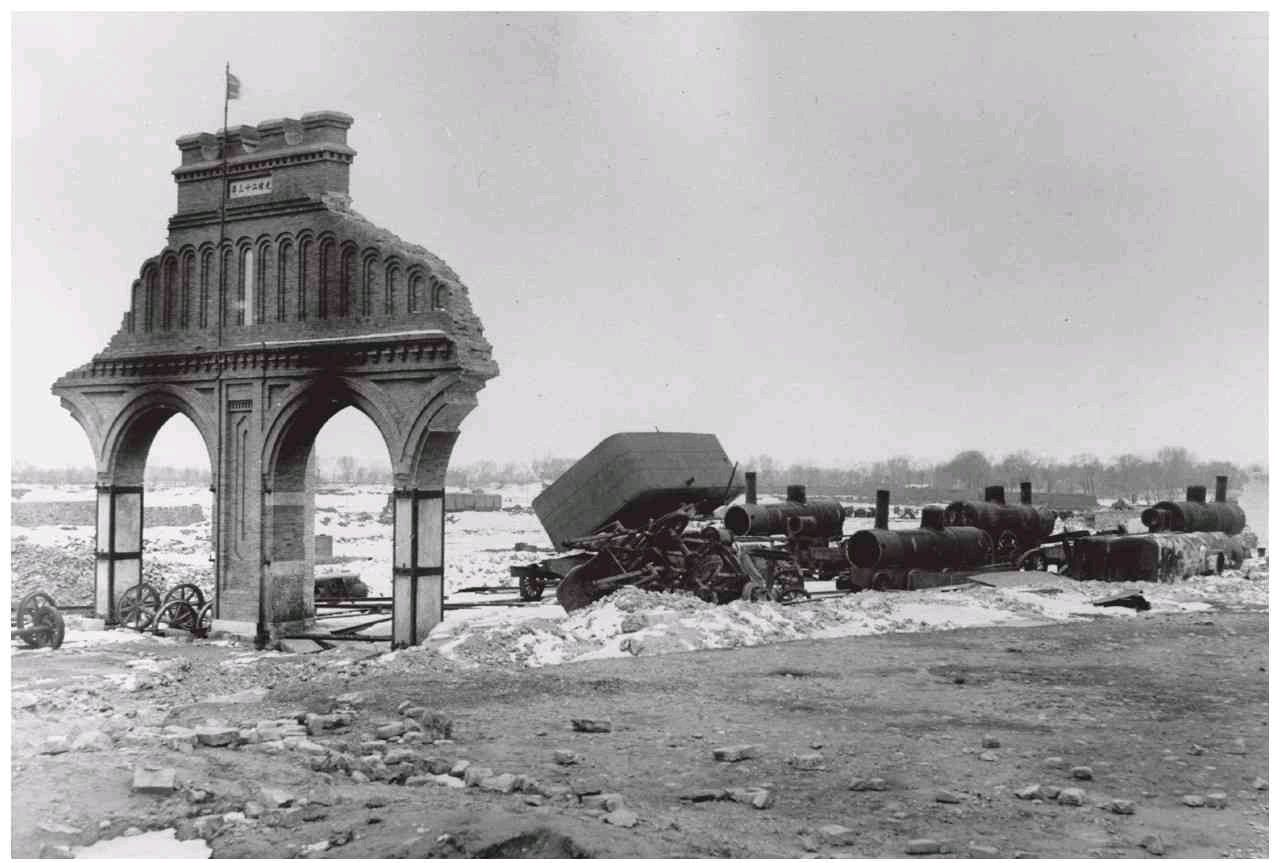
被义和团烧毁的丰台机务段检修库
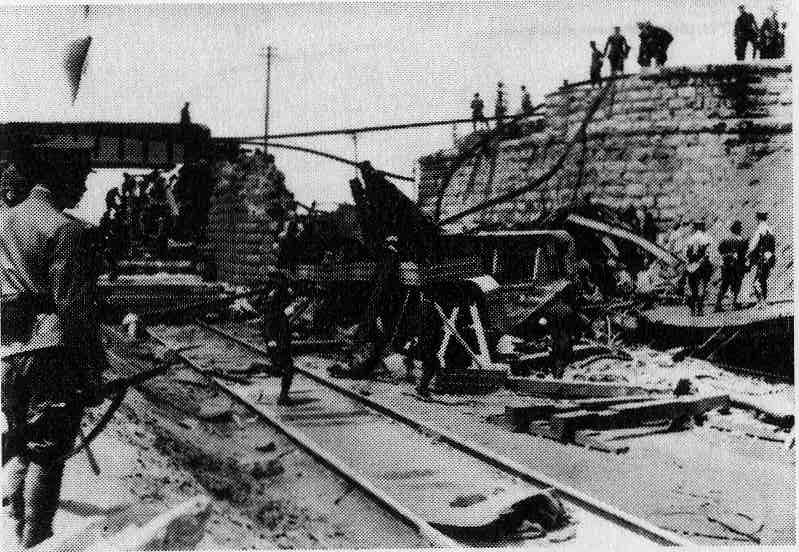
皇姑屯事件中，本线、南满铁路三洞桥和张作霖的专列一同被炸毁。

## 技术改造

### 双线建设
到1919年，开滦矿务局从秦皇岛港出口的煤炭已占该局总产量的49.4％，并计划继续增加出口。为满足开滦煤矿的运输需要，京奉铁路上经常出现临时加开的运煤车次，导致往来的列车经常误点。为提高铁路的运力，1921年，京奉铁路总局接受开滦矿务局的建议，决定在全长149.8公里的唐山-榆关区间修建双线。随后，总局于1921年4月向中英公司借款50万英镑，向天津通用银行借银元200万元。筹款完成后，工程从1921年7月开工，因军阀混战，工程延迟至1925年才大部分完工。
滦河大桥使用已30多年，而且为单线设计，导致朱各庄-滦县区间仍然为单线，成为京奉铁路的瓶颈；因此，管理局在1929年决定新建双线的滦河大桥，因时局动荡到1935年才正式动工，后在1939年建成。

## 改道
京奉铁路曾在秦皇岛和塘沽区间改道。
1898年，秦皇岛港开港；一年后，一条长4.8公里、从汤河至港区的單線专用铁路建成。随着开滦煤矿和秦皇岛港的急速发展，这条专用铁路已经无法满足运输的需求。于是，京奉铁路管理局在与开滦矿务局磋商后，于1915年将北戴河站-山海关站区间南移，并在新线路上增建秦皇岛站（今秦皇岛南站）和南大寺站，原汤和区间则被废弃，使铁路和秦皇岛港的距离缩短5公里；改线工程于1916年9月1日投入使用。同时，连接秦皇岛港口专用铁路也改为从秦皇岛站出发。改线后，“（京奉）铁路局更用力大之机车，现在货车载重较前能多至百分之四十至五十之量，使开滦局由矿区至本埠（秦皇岛港）运煤之事易而且捷”。

塘沽站（今塘沽南站）在1888年建成时，站北设人字线，来往天津和唐山的列车需要进入车站，机车头还要在轉車盤上调头，十分不方便。1889年，人字线被拆除，并由新建的環形迴車道取代。

## 分拆

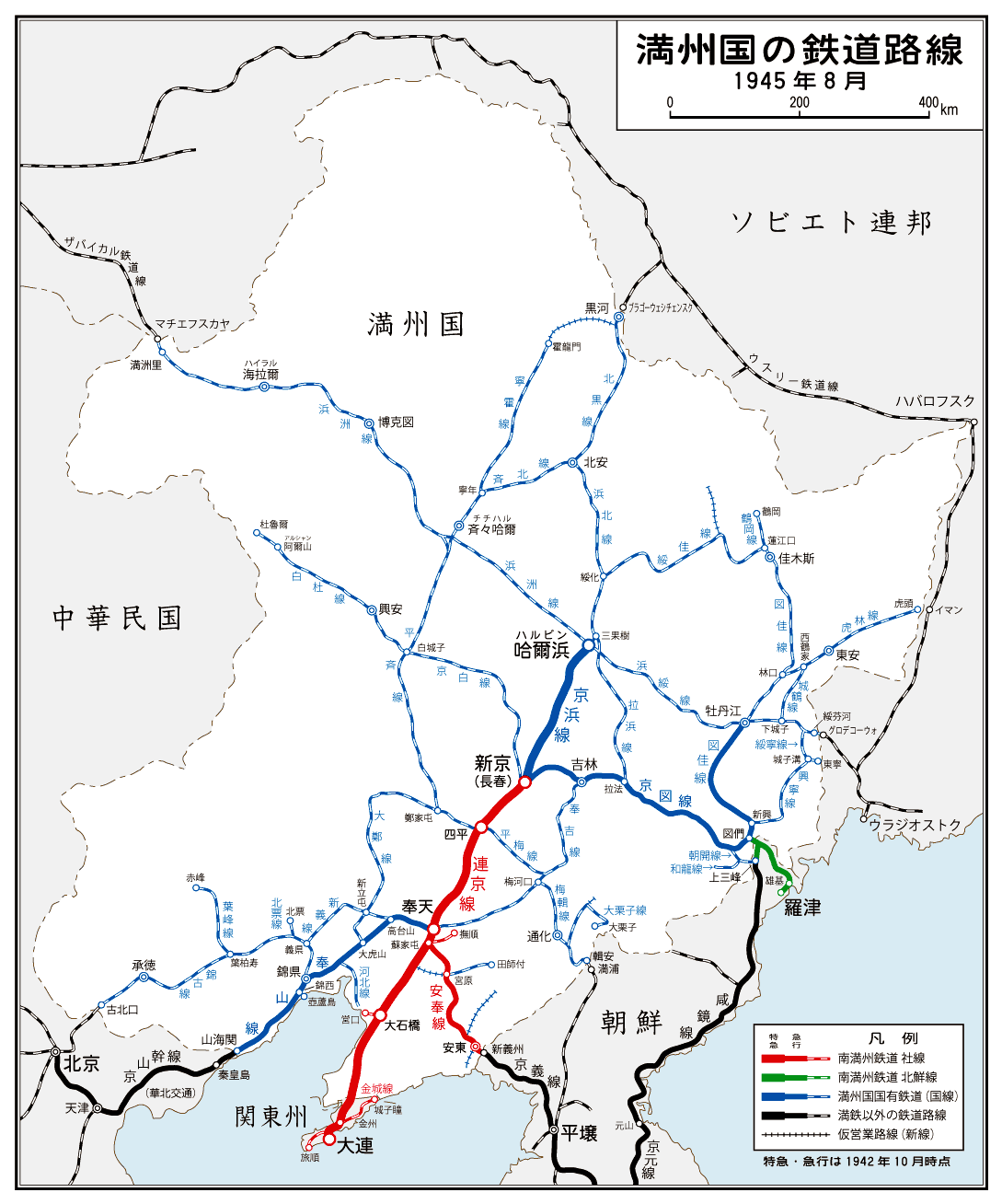
1945年的中国华北和东北地区铁路，可见关内段和关外段已成为单独的线路。

九一八事變后，1932年1月7日，满洲国在日本的支持下，强行控制关外段，将其并改名为奉天-山海关铁路，由满洲国国有铁道奉山铁路局（后更名为锦州铁路局）管辖；而关内段则改称北京-山海关铁路。自此，两线一分为二。日军全面侵华后，京山铁路被華北交通接管。

## 相关机构和建筑
| 名称         | 是否现存 | 名称现状           | 详细 |
| ------------ | -------- | ------------------ | --- |
| 唐山交通大学 | 否       | 西南交通大学的前身 | 为培养中国自己的铁路人才，1896年，津榆铁路总局创办中国第一所铁路学堂——山海关北洋铁路官学堂，由津榆铁路总局总办吴调卿兼任铁路学堂第一任总办。 |
| 山海关造桥厂 | 是       | 现中铁山桥集团     | 1893年，北洋官铁路局兴办了锻制铁路工务用品为主的山海关工厂。在滦河大桥建成后，北洋官铁路局在李鸿章的支持下上书朝廷，建议以将造桥的300余名技工留下，并在山海关建立造桥厂。清廷最终采纳这个建议，并拨白银48万两，将300名技工并入山海关工厂，开办中国第一个造桥厂——山海关造桥厂。 |
| 北宁公园     | 是       | 天津市的公园       | 位于天津市河北区，本为大清官立种植园，后来在1931年由时任北宁铁路局局长高纪毅改造为公园，供铁路局职工休憩。 |
| 胥各庄修车厂 | 是       | 现中车唐山机车车辆 | 与唐胥铁路同期建成，曾出产过中国火箭号蒸汽机车。 |

## 支线及联络线

### 关内段
- 南苑支线
- 西沽支线修建于1888年，于1889年通车。线路全长11.5公里，从天津站到西沽。此线路是为转运长芦盐而修建。[志 1]
- 北戴河支线

#### 通州支线
通州支线自东便门站向东至通州站，全长21.9公里。英军在占领北京期间，建成了此支线以连接北京城和大运河西岸的通州——重要的漕运枢纽；此支线在1902年8月24日被中国收回。1938年，通古铁路通车后，两线合称“京古铁路”。:941970年，京秦铁路计划发布，起点就设在双桥站；在京秦铁路全线通车后，此区间成为了京秦铁路的一部分。现时该区间是京哈铁路的一部分。

### 关外段
- 葫芦岛支线
- 锦朝支线
- 大通支线，从大虎山站到通辽站，今属于大郑铁路的一部分[24]
- 北陵支线

## 影响
作为中国第一条正式营业的干线铁路，京奉铁路对华北和东北地区的影响深远，尤其是在工业和运输领域。
- 第一次使用铁路的邮政服务就出现在津榆铁路上；至1907年，唐山周边地区成为了当时邮政最方便的地区。[17]

### 秦皇岛市
- 在秦皇岛区间改线后，秦皇岛港的贸易愈加繁荣，铁路周围也建起了一座座房屋[參 5][參 6]。秦皇岛市在铁路以南、靠近港口的城区为商埠区，由开滦矿务局管理[參 7]，在改线后变得越来越繁荣，并逐渐成为秦皇岛港的经济重心。与之相反的是铁路以北的、由中国方面管辖的街市区，面积不到商埠区的3/5。虽然街市区里也有各种学校和政府机构[26]，但是市政管理非常糟糕[參 8]。
- 由于秦皇岛港是水陆交通的接驳点，老秦皇岛站的客运非常繁忙，除附近各村镇的居民和大量中原的农民与客商外[文 5]，还有日、韩商旅及每年春季的美国游历团等在此下船并换乘列车前往平津和冀东各地[28]。

### 纪念
| 名称                     | 位置           | 保护级别                   | 备注 |
| ------------------------ | -------------- | -------------------------- | ---- |
| 京奉铁路正阳门东车站旧址 | 北京市东城区   | 北京市文物保护单位         |      |
| 丰台火车站站房           | 北京市丰台区   | 丰台区不可移动文物         |      |
| 天津北站                 | 天津市河北区   | 全国重点文物保护单位       |      |
| 塘沽火车站旧址           | 天津市滨海新区 | 全国重点文物保护单位       |      |
| 滦河铁桥                 | 河北省滦州市   | 第七批全国重点文物保护单位 |      |
| 京奉铁路汤河桥           | 河北省秦皇岛市 | 秦皇岛市文物保护单位       |      |
| 津榆铁路基址             | 河北省秦皇岛市 | 第七批全国重点文物保护单位 |      |
| 辽宁总站旧址             | 辽宁省沈阳市   | 第七批全国重点文物保护单位 |      |

### 引文
1. ↑  《合同》部分款项：[13]
  - 第六条 “在借款期内，总工程司应用英人。至铁路办事首领人员……均用干练之欧洲人充当……并添派铁路洋账房一员，须具干练之才，于铁路各账务，均有全权布置管理。”
  - 第九条 “此借款以45年为期……自第6年为始，匀分40年归还。”
2. ↑  “铁路对移殖之旅客票价照普通旅客票价，减少若干成，
或竟至全免之谓。”[文 4]
3. ↑  “以天津东站、军粮城、塘沽、大凌河往沈阳、营口者为限，准许移民及其家属乘车购用减价票……“[文 4]
4. ↑  ”……本总局现拟格外体恤，定章减收，专备火车于三月初一日起，凡天津、军粮城、北塘、塘沽四站均卖此项苦工专票，上车装送营口或新民屯，每人均减价收车脚两元，并饬不准另外需索……“[15]
5. ↑  “土客杂居遂增至数千户”[志 6]
6. ↑  “本埠街市及近铁路之处，大兴土木，其建筑内
有西式及半西式之房数座、大客栈一处及局势较阔
之市面若干处，矗起街心与街外。此足征铁路之来
不久将使本口发达，商务一新可期而待也。”[25]
7. ↑  “（商埠区）统归矿局管辖，非经许可，不准国人在内营业，对所有营业，复有随时取缔之权，几与各国租界向埒”
8. ↑  “虽有警署负责治理责任，而路政不修，污秽遍地，娼妓甚多”[27]

### 志
1. 1 2 3 4 5 6 7 8 9 10 11 12 13 14 15 16 17 18 19 20 21 22 23 24 25 26  天津市地方志办公室. . . 天津社会科学院出版社. 2006-08-01  [2019-04-18]. ISBN 9787805638935. （原始内容 (pdf)存档于2019-01-12）.
2. ↑  . 北京: 中国铁道出版社. 2000-12  [2019-04-25]. ISBN 7-113-03971-5. （原始内容 (pdf)存档于2019-04-20）.
3. 1 2  . 北京市数字方志馆. 2004-04  [2019-03-14]. ISBN 978-7-200-05098-1. （原始内容 (PDF)存档于2019-05-09）.
4. ↑  . . 北京出版社. 2003-11  [2019-07-09]. ISBN 7-200-05086-5. （原始内容存档于2019-07-09）.
5. ↑  . . 北京市朝阳区志. 2007-02. ISBN 9787200066159.
6. ↑  高锡畴等纂，高灵霨等重修. . 临榆县志. 1929: 18.

### 其他书籍
- Crush, Peter. . 新华出版社. 2013-07-01  [2019-04-27]. ISBN 9787516605646. （原始内容存档于2020-12-10）.

1. ↑  . 李文忠公全集·海军函稿. 1905: 23,24,28. CSBN 4612·3.
2. ↑  中国铁路史编辑研究中心. . 北京市: 中国铁道出版社. 1996: 28.
3. ↑  王铁崖. . 北京市: 生活·读书·新知三联书店. 1957: 39–46.
4. ↑  日本关东军都督府陆军部. . 明治三十七八年战役满洲军政史 (东京: 陆军省). 1915: 1–10.
5. ↑  宓汝成. . 中国近代铁路史资料 (北京: 中华书局). 1963: 574–575.
6. ↑  日本关东军都督府陆军部. . 明治三十七八年战役满洲军政史 (东京: 陆军省). 1915: 21,22,258,259.
7. ↑  日本参谋本部. . 明治三十七八年日露战史 (东京: 偕行社). 1914: 605,606.
8. ↑  日本关东军都督府陆军部. . 明治三十七八年战役满洲军政史 (东京: 陆军省). 1915: 55,56.
9. ↑  日本外务省. . 新奉鉄道関係雑纂 (外務省外交史料館). : 编号1–7–3–106.
10. ↑  宓汝成. . 中国近代铁路史资料 (北京市: 中华书局). 1963.
11. 1 2 3 4 5 6 7  . . 遼寧省檔案局（館）.   [2019-04-16]. ISBN 9787205074630. （原始内容存档于2019-05-19）.
12. ↑  川锅诚一著，邓嵩，萨殊利译. . 近代史资料 (总第108号) (北京: 中国社会科学出版社). 2004.
13. ↑  黄景海. . 北京市: 人民交通出版社. 1985: 230.
14. ↑  . 天津历史资料 (天津社会科学院历史研究所). 1980: 65.
15. ↑  交通部、铁道部. . 交通史. 1935: 124.
16. ↑  秦皇岛市政协文史资料研究委员会. . 秦皇岛文史资料选辑. 1990: 28.
17. ↑  . 天津图书馆. 1917-02-27: 235.

### 论文
1. 1 2 3 4 5 6 7 8 9 10 11 12 13  张春燕. . 兰台世界. 2011, (5): 43-44. doi:10.16565/j.cnki.1006-7744.2011.05.031.
2. 1 2 3 4 5 6 7 8 9 10 11  黄清琦, 陈喜波. . 地理研究 (中国科学院地理科学与资源研究所). 2015-03-13, 33 (11): 2180–2194  [2019-06-10]. ISSN 1000-0585. doi:10.11821/dlyj201411017. （原始内容存档于2019-03-31）.
3. 1 2 3  李国明.  (PDF). 铁道知识. 2011, (6): 52-55  [2020-01-01]. ISSN 1000-0372. （原始内容存档 (PDF)于2019-12-20）.
4. 1 2  戴世文. . 北宁铁路月刊.
5. 1 2 3 4 5 6 7 8 9 10  李海滨, 李自典. . 河北师范大学学报 (中国铁道博物馆&北京联合大学应用文理学院). 2013.03, 36 (2)  [2019-06-10]. （原始内容存档于2020-12-10）.
6. ↑  冯仁杰.  (PDF). 铁道知识. 2011, (6): 9  [2020-01-01]. ISSN 1000-0372. （原始内容存档 (PDF)于2019-12-20）.
7. ↑  郭铁桩. . 齐齐哈尔大学学报(哲学社会科学版). 2009, (1): 122-124. doi:10.13971/j.cnki.cn23-1435/c.2009.01.050.
8. ↑  张洁. . 辽宁大学学报(哲学社会科学版). 2009, 37 (6): 48-52.

### 其他来源
1. ↑  崔毅飞. . 法制晚报. 环球时报. 2018-07-25 17:37  [2019-04-12]. （原始内容存档于2020-07-15）.
2. 1 2  中国文物报. . 河北省文物局: 第8版. 2016-07-04 11:18:01  [2019-05-31]. （原始内容存档于2020-07-15）.
3. ↑  . 人民铁道. 2019-01-24 11:02:21  [2019-05-22]. （原始内容存档于2019-03-29）.
4. 1 2 3 4  . 辽宁省档案馆. 2010-09-02  [2019-04-20]. （原始内容存档于2019-04-20）.
5. 1 2  . 中国档案报. 2018-04-23  [2019-06-14]. （原始内容存档于2018-12-01）.
6. ↑  Institution of Civil Engineers vol. clx 1905 Paper No.3509 : “Railway Construction in North China” by Edward Hulme Rigby BSc and William Orr Leitch AMICE
7. 1 2 3 4  . 河北新闻网. 2017-08-17 14:57:00  [2019-03-29]. （原始内容存档于2019-03-29）.
8. ↑  "Railway Wonders of the World" - 'A Wonderful Chinese Railway The First Line to be Financed, Built and Operates Solely by Celestial Effort' by F.A. Talbot, London c.1913
9. 1 2  . 北京晚报. 网易新闻. 2018-02-09 10:21:14  [2019-04-12]. （原始内容存档于2019-04-12）.
10. ↑  . 辽宁省档案馆. 2010-09-02  [2019-04-20]. （原始内容存档于2019-04-20）.
11. ↑  燕赵都市报. . 中车唐山机车车辆. 2013-03-02  [2019-05-20]. （原始内容存档于2019-06-04）.
12. ↑  . 葫芦岛新闻. 2017-02-20  [2019-04-20]. （原始内容存档于2019-04-20）.
13. 1 2 3  . 人民铁道. 2015-01-28 09:37:19  [2019-03-29]. （原始内容存档于2019-03-29）.
14. 1 2  “Royal Engineers Journal” : October 1, 1901, January 1903, and September 1903 and also Royal Engineers Archives, Chatham, Kent: “British Railway Administration Reports” for the Peking-Shanhaikuan Railway, February 1901 to September 1902.
15. ↑  金士宣. . 南京: 交通杂志社. 1935.
16. ↑  北宁铁路经济调查队. . 北宁铁路管理局. 1937.
17. 1 2  . 唐山市人民政府. 2014-09-11 10:18:38  [2019-05-31]. （原始内容存档于2019-05-31）.
18. 1 2  . 光明网. 2011-04-19 13:34:42  [2019-06-03]. （原始内容存档于2019-06-03）.
19. ↑  . 中国铁路总公司. 2017-08-31  [2019-05-31]. （原始内容存档于2019-05-31）.
20. ↑  诵唐:《华北开发公司之伟绩》,《中联银行月刊》第7卷第3期, 1944年3月,第48页。
21. ↑  . 人民政协报. 2011-01-27  [2019-06-03]. （原始内容存档于2019-06-04）.
22. ↑  . 河北工人报. 2013-07-15 17:00:44  [2019-05-31]. （原始内容存档于2020-04-03）.
23. ↑  . 人民铁道. 2012-04-09 15:25:00  [2019-06-12]. （原始内容存档于2019-03-29）.
24. ↑  . 辽宁省志大事记. 辽宁省档案馆. 2011-11-28  [2019-07-13]. （原始内容存档于2019-07-14）.
25. ↑  中华民国五年秦皇岛口华洋贸易情形论略［Ｚ］．１９１７－０２－２７．天津图书馆藏．
26. ↑  秦皇岛之近况［Ｊ］．中外经济周刊，（２１２）．１９２７－０５－２１．:2
27. ↑  松年．华北港口参观记（续）［Ｊ］．国闻周报，８（３３），１９３１－０８
－２４．:3
28. ↑  北宁铁路经济调查队编辑．北宁铁路沿线经济调查报告书［Ｚ］．北宁铁路管理局，１９３７．:1554